# アイアンサイド
アイアンサイド（英語: Ironside）は、アーサー王物語の円卓の騎士の一人。真っ赤な鎧を身にまとい、異国の残虐な騎士として描かれ、ガウェインと同じような戦闘能力を持ち、能力は朝から正午頃まで増し、正午以降は力が普通に戻る。